# Sauvons la forêt
Sauvons la forêt (Rettet den Regenwald e.V.) est une association écologiste basée en Allemagne. Elle œuvre pour la protection de l'environnement, en particulier pour la préservation des forêts tropicales et le respect des droits de leurs habitants. Par le biais de pétitions en ligne multilingues (français, anglais, allemand, espagnol et portugais), de manifestations ou de son bulletin d'information (en langue allemande) l'organisation non gouvernementale désigne les entreprises, les politiques et les banques qui détruisent ou menacent la forêt tropicale. Elle organise aussi des collectes de dons ciblées pour soutenir financièrement différents projets.

## Fondation et financement
Rettet den Regenwald e.V. (en français, Sauvons la forêt) a été fondé en 1986 à Hambourg (Allemagne) par Reinhard Behrend, encore président à ce jour. L'association à but non lucratif est financée presque exclusivement par des dons, une autre source de revenus étant générée par la vente de t-shirts, CD et affiches.

## Fonctionnement
Le lobbying et l'information constituent une priorité dans le travail de Sauvons la forêt. L'association informe le public des pays occidentaux sur la participation de leurs entreprises, de leurs banques et de leurs dirigeants politiques à la déforestation, principalement dans les régions tropicales. Elle s'adresse également aux consommateurs qui, par leur comportement d'achat, par leurs protestations et par leur engagement personnel, contribuent  à la préservation des forêts.
L'autre priorité de l'association est d'agir directement dans les pays tropicaux. Sur place, l'association soutient les groupes écologistes locaux engagés pour la protection des forêts, le respect des droits des habitants, le progrès social et le développement écologiquement soutenable. Si nécessaire, l'association finance et organise la venue de représentants des populations autochtones pour leur faire rencontrer les protagonistes (politiques, entreprises, banques) de la destruction de leur habitat naturel. 

## Regenwald Report
Rettet den Regenwald e.V. édite un bulletin trimestriel, en langue allemande : Regenwald Report (en français, Rapport de la forêt tropicale). Il présente les nouvelles actions de l'association et rend compte des évolutions des campagnes en cours. Il informe sur les luttes et les succès des groupes locaux qui militent pour la préservation des forêts tropicales humides et le respect des droits de leurs habitants.
Le bulletin est publié depuis 1986. Tous les numéros depuis 1995 sont consultables en ligne sur le site internet de l'association. Il est tiré à 70 000-100 000 exemplaires et imprimé sur papier recyclé.

## Partenaires
Sauvons la forêt (Rettet den Regenwald e.V.) coopère avec de nombreuses associations de protection de l'environnement et de défense des droits de l'Homme à travers le monde. En Europe : Rainforest Foundation (GB), Pro Regenwald (DE), Urgewald (DE), ARA (DE), Robin Wood (DE), SAVE Wildlife Conservation Fund, Stiftung PanEco (Suisse). Au niveau international : Amazonwatch (États-Unis), Accion Ecologica (Équateur), DECOIN (Équateur), Rainforest Information Centre (Australie), Rainforest Action Network (États-Unis), Environmental Defense (États-Unis), Fundación del Río (Nicaragua), Rainforest Relief (États-Unis), Walhi (Indonésie), Save our Borneo (Indonésie), JATAM (Indonésie), Aldaw (Philippines) etc. 

## Campagnes
Les campagnes de Sauvons la forêt, le plus souvent sous forme de pétitions en ligne, aident à faire connaître ou rappeler au niveau international les pratiques ayant cours dans les régions tropicales. Les thèmes de ces actions pour empêcher la déforestation sont principalement : bois tropicaux, agrocarburants, huile de palme, extraction minière (or, aluminium), élevage industriel intensif, respect des droits des peuples autochtones, accaparement des terres, la définition des forêts par la FAO favorisant les plantations industrielles.